# James Richardson (explorador)
James Richardson (Boston, Anglaterra, 3 de novembre de 1809 - Ngurutua a prop de Kuka, Bornu, 4 de març de 1851), fou un explorador anglès.
Va ser educat per al ministeri evangèlic. La seva formació inicial i el seu temperament emprenedor el van dur a intentar expandir el cristianisme i suprimir el tràfic d'esclaus a l'Àfrica. Es va adscriure a la British Anti-Slavery Society, i sota els seus auspicis va marxar a Malta, on va participar en l'edició d'un diari i també es va dedicar a l'estudi de la llengua àrab i de la geografia, amb l'objectiu d'una posterior exploració.
El 1845 Richardson va fer una expedició des de Tunis i Trípoli (Líbia) a Gadames i Ghat al mig del Sàhara. Allà hi va recopilar informació sobre els tuaregs, i nou mesos després va retornar novament a Trípoli. Després d'haver publicat Travels into the great desert of Sahara ("Viatges en el gran desert del Sàhara") (2 llibres, Londres, 1849), va aconseguir convèncer el govern britànic per equipar una expedició al Sudan i al llac Txad. Al març de 1850 Richardson va ser per segona vegada a Ghat acompanyat per Heinrich Barth i Adolf Overweg. Va ser el primer europeu a creuar la plana de pedra elevada de la Hamada. James Richardson va morir en aquest viatge el 4 de març de 1851 a Ngurutua, un viatge de sis dies a partir de Kuka. Les seves notes de viatge i diaris van ser publicats per Bayle Saint John: "Narració de la missió de l'Àfrica Central", 2 llibres, Londres (1853) i "Viatges al Marroc", 2 llibres, Londres (1859).